# 慈眼寺 (徳島県上勝町)

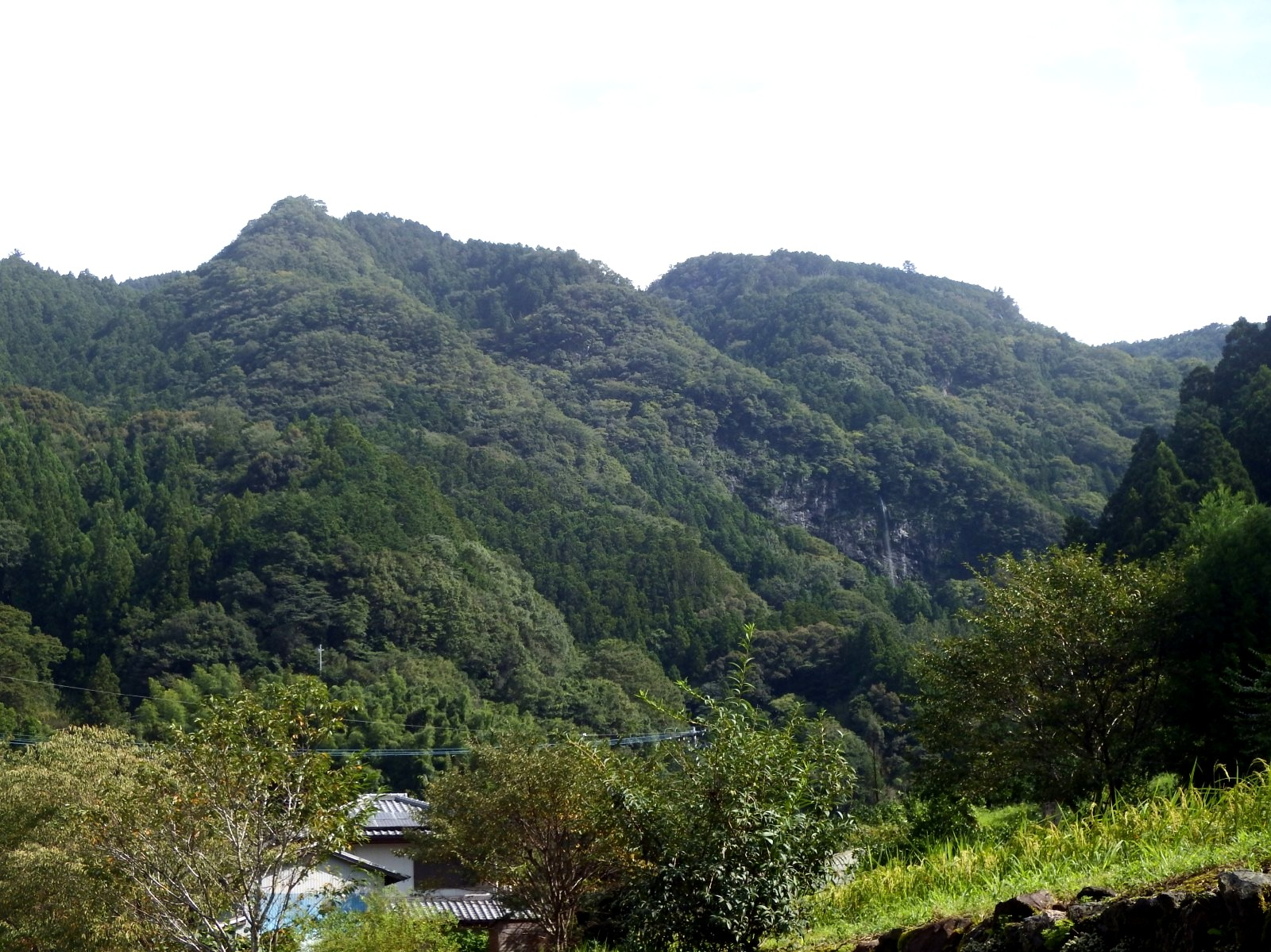
慈眼寺の山

慈眼寺（じげんじ）は、徳島県勝浦郡上勝町に所在する高野山真言宗の寺院。山号は月頂山、院号は宝珠院と号す。本尊は十一面観世音菩薩。四国八十八箇所霊場第二十番札所奥の院、四国別格二十霊場三番札所。
- 本尊真言：おん まか きゃろにきゃ そわか
- 御詠歌：天（あま）とふや 鶴の奥山 おくたへて 願ふ功力に 法（のり）ぞ通はむ

## 概要
「穴禅定の寺」と知られ、上勝町正木の集落（標高150 m付近）より山道を上った標高320 m付近の車道脇から見上げると灌頂滝が臨め、さらに上がった標高555 m付近に本坊・駐車場があり、そこから徒歩で約20分登った標高約660 m付近の石灰岩質の山腹に本堂と穴禅定がある。
寺伝によれば平安時代初期の延暦年間（782年 – 805年）四国を巡錫中の空海（弘法大師）が、邪気の漂う不思議な鍾乳洞を発見した。洞窟の入口で数日間、加持祈祷を行ったところ悪龍が洞窟より出て空海を襲った。空海は法力で悪龍を洞窟の壁に封じ込めた。また、十一面観音を刻んで洞窟の前に堂宇を建立し安置した。これが慈眼寺の開創と伝えられている。

## 境内
- 大師堂：本坊にあり、大師像が拝顔できる。
- 護摩堂：中に入って不動像を拝顔して参拝できる。
- 本坊：納経所の空間には2019年冬より暖炉がある。
- 蔵王権現堂：2015年新築。蔵王権現が本尊で両脇に不動明王と毘沙門天。その前に双羽権現と蔵王権現を参拝できる。御影には本尊の脇侍として両権現が描かれているが、由緒は不明[注釈 1]。
- 上の駐車場脇にある幸白衣観音が立つ孝慈之石門を通ると参拝登山道沿いにミニ八十八箇所が点在していて8番から始まり43番を越えると本堂エリアに到着。
- 本堂：大師堂と護摩堂のある本坊より山道を徒歩で約20分登った場所にある。（線香に火をつけお堂の周りを3周し祈願する習わしがある。）
- 穴禅定：本堂の更に上部にある鍾乳洞。最も奥に弘法大師石像。修行用の白衣と藁草履（有料）を借り、寺の案内人（先達）の指示によりロウソク1本で入洞する。洞窟の距離は100 m程と短いが拝観におおむね２時間を要し、試しの２本の支柱の間28 cmを通過できない体格の大きい人と閉所恐怖症の人は入洞できない。入洞期間は3月1日より11月30日まで（ただし、8月13日から15日と悪天候時は入洞できない）。3人以上であれば一人当たり1000円、一人のみであれば3000円、二人であれば一人1500円という費用で案内してくださる。（2016/8月現在）

護摩堂（左）と大師堂
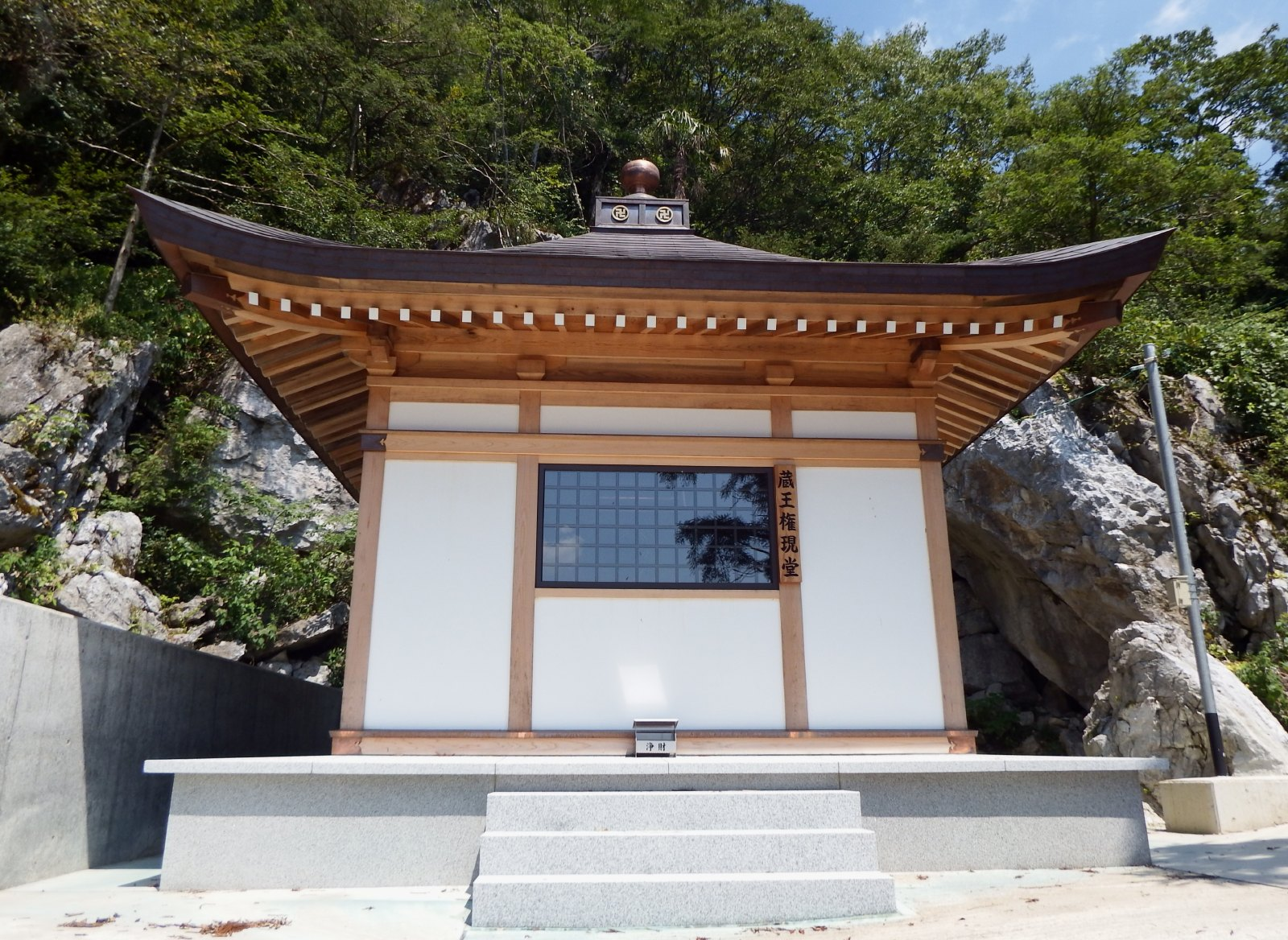
蔵王権現堂
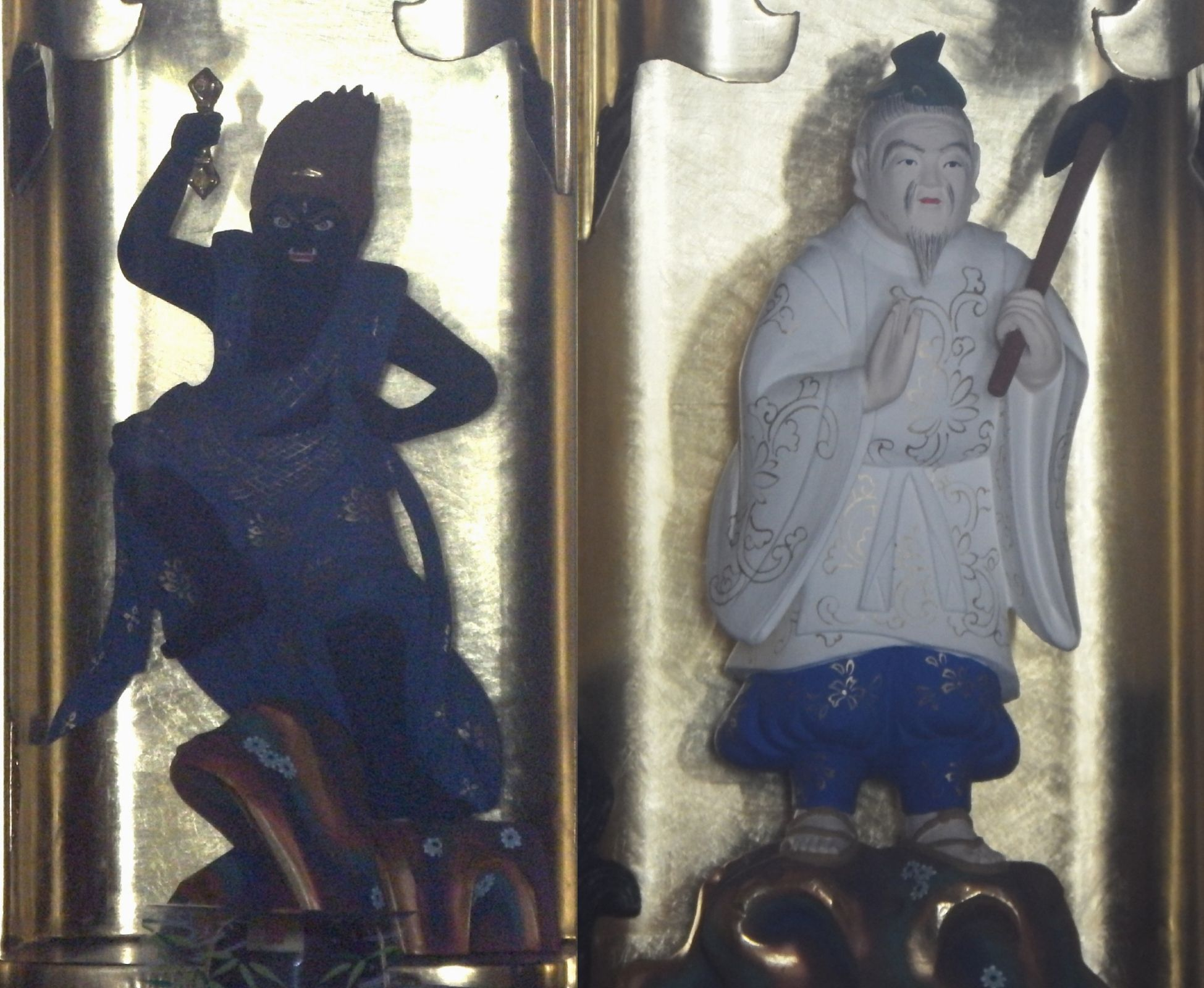
蔵王権現と双羽権現
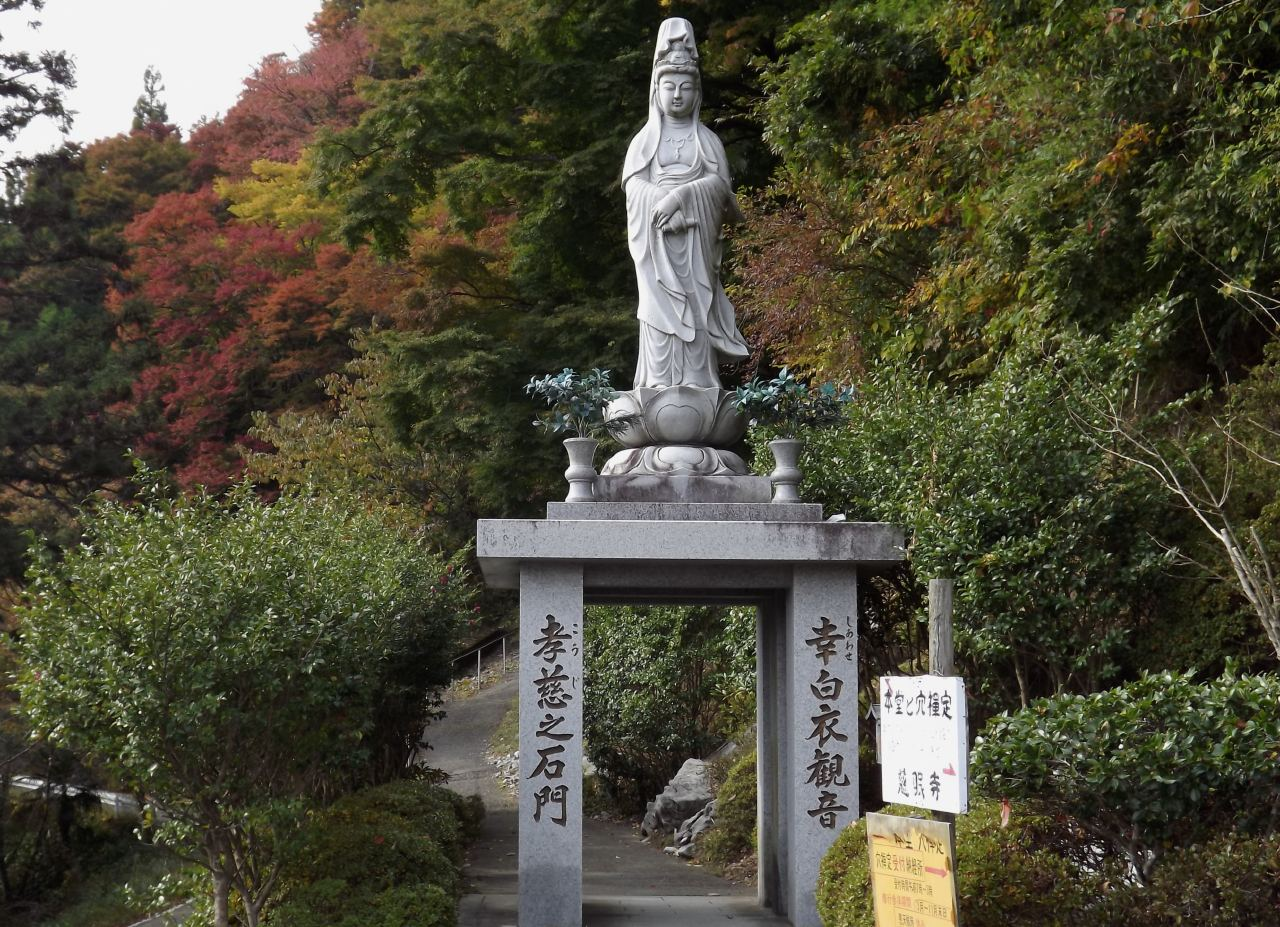
孝慈之石門
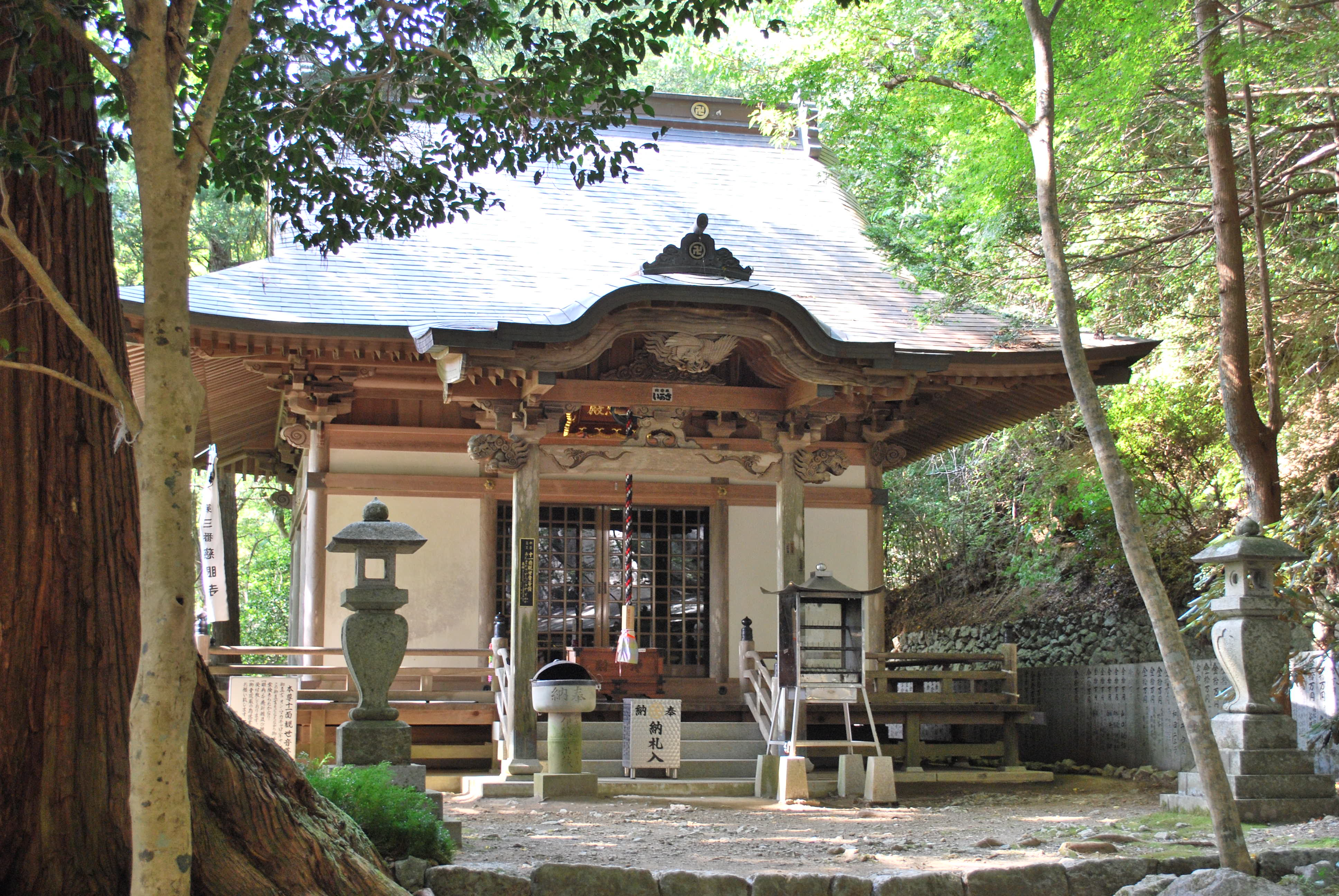
本堂

## 文化財
上勝町指定有形文化財

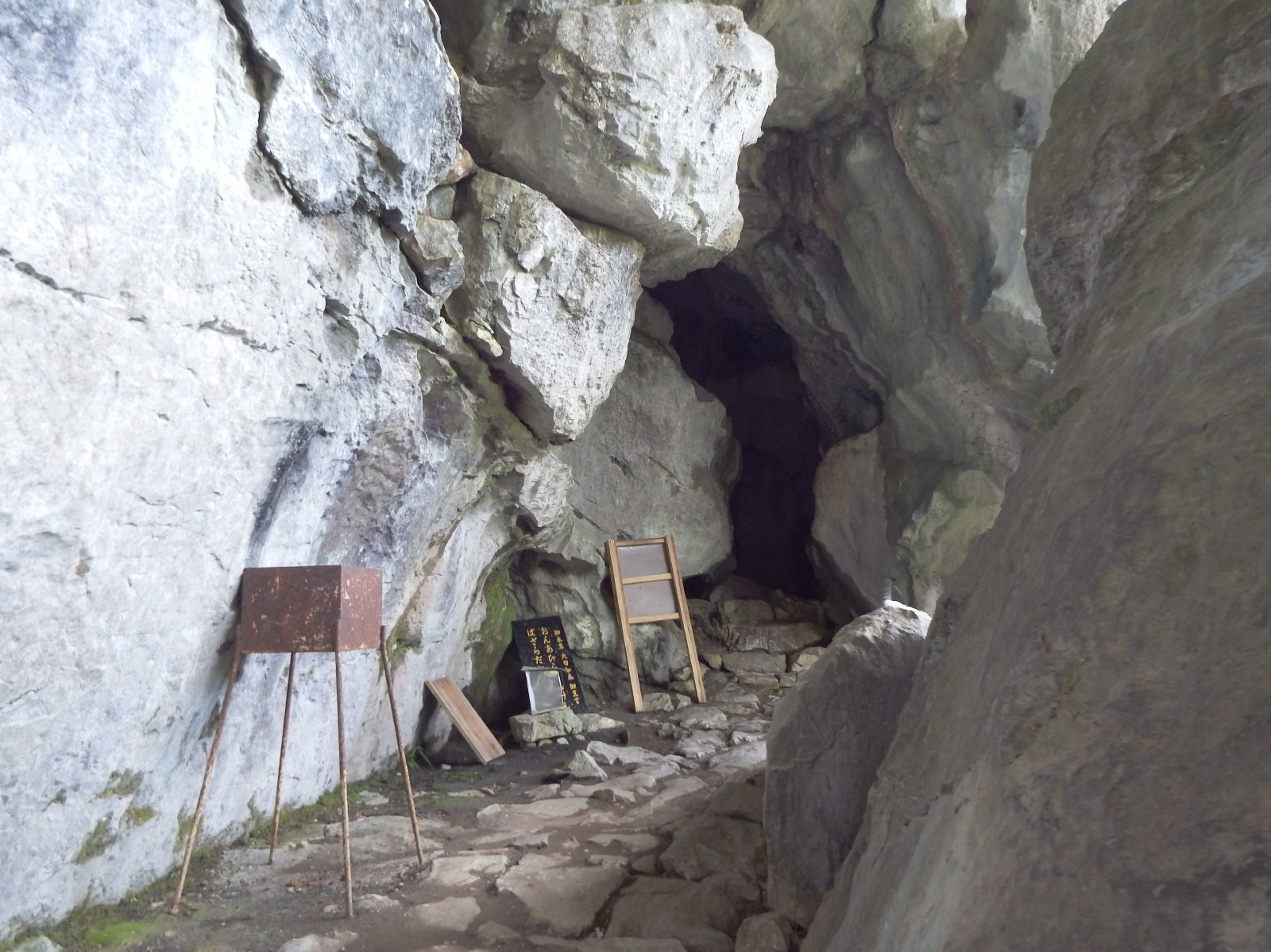
鍾乳洞(穴禅定)の入り口

- 十一面観音菩薩立像(本尊)：像高70 cm、1976指定

上勝町指定天然記念物
- 鍾乳洞(穴禅定)

## 前後の札所
四国八十八箇所
20 鶴林寺 --（20.1 km）-- 20番奥の院 慈眼寺 --（23.4 km）-- 21 太龍寺
四国別格二十霊場
2 童学寺 --（48.0 km）-- 3 慈眼寺 --（阿南市経由 78.5 km）-- 4 鯖大師本坊

## 周辺

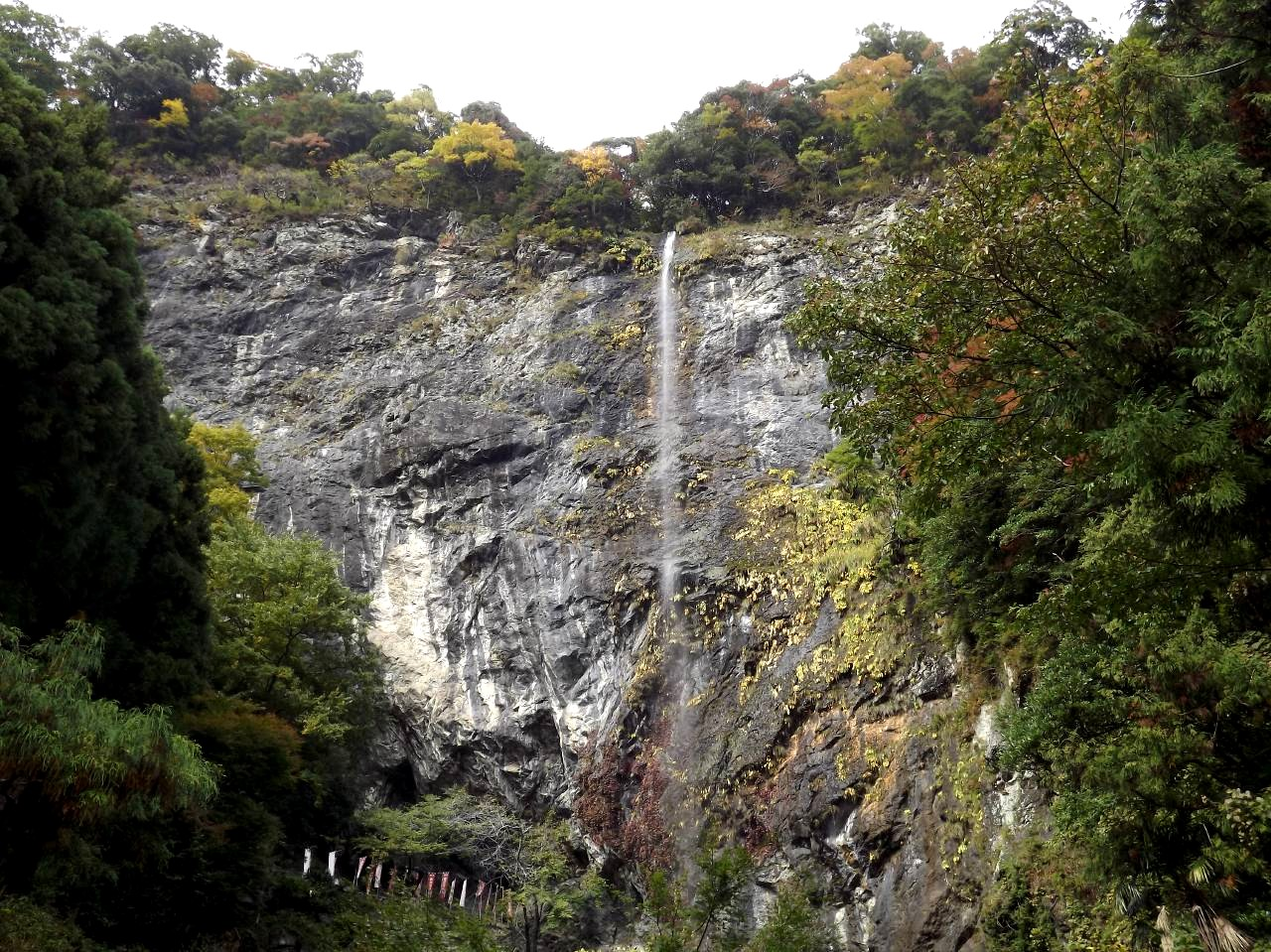
灌頂ヶ滝

- 灌頂ヶ滝（かんじょうがたき）：「御来仰の滝」とも呼ばれる。寺院へ向かう車道脇ににあり、落差約70 mの直瀑。渇水時は非常に流水が少ない。車道からの入口すぐには竜神を祀る岩の祠があり、最も左上方には覚鑁（興教大師）作と伝わる不動明王を安置している。
- 雄（おん）淵・雌（めん）淵：灌頂ヶ滝の下方に位置し、藤川谷川の支流である関ケ谷川にある。淵神の塔のカーブから入って行く。